# Рахманово (Волоколамский район)
Рахманово — деревня в Волоколамском районе Московской области России. Относится к Теряевскому сельскому поселению, до муниципальной реформы 2006 года относилась к Теряевскому сельскому округу.

## География
Деревня Рахманово расположена рядом с автодорогой Р107 Клин — Лотошино примерно в 15 км к северо-востоку от города Волоколамска. Ближайшие населённые пункты — деревня Валуйки, сёла Спирово и Теряево.

## Население
| 1852 | 1859 | 1899 | 1926 | 2002 | 2006 |
| ---- | ---- | ---- | ---- | ---- | ---- |
| 222  | ↗268 | ↗339 | ↘280 | ↘19  | ↘17  |
| 2010 |      |      |      |      |      |
| ↘5   |      |      |      |      |      |

## История
В «Списке населённых мест» 1862 года Рахманово — казённая деревня 2-го стана Волоколамского уезда Московской губернии по правую сторону Клинского тракта (из Волоколамска), в 18 верстах от уездного города, при реке Сестре, с 30 дворами, 2 фабриками и 268 жителями (123 мужчины, 145 женщин).
По данным на 1890 год входила в состав Буйгородской волости Волоколамского уезда, число душ мужского пола составляло 122 человека.
В 1913 году — 51 двор.
По материалам Всесоюзной переписи населения 1926 года — центр Рахмановского сельсовета Буйгородской волости, проживало 280 жителей (123 мужчины, 157 женщин), насчитывалось 52 крестьянских хозяйства.
С 1929 года — населённый пункт в составе Волоколамского района Московской области.

## Известные уроженцы
- Волков Иван Степанович — участник Великой Отечественной войны, Герой Советского Союза.